# Coubron

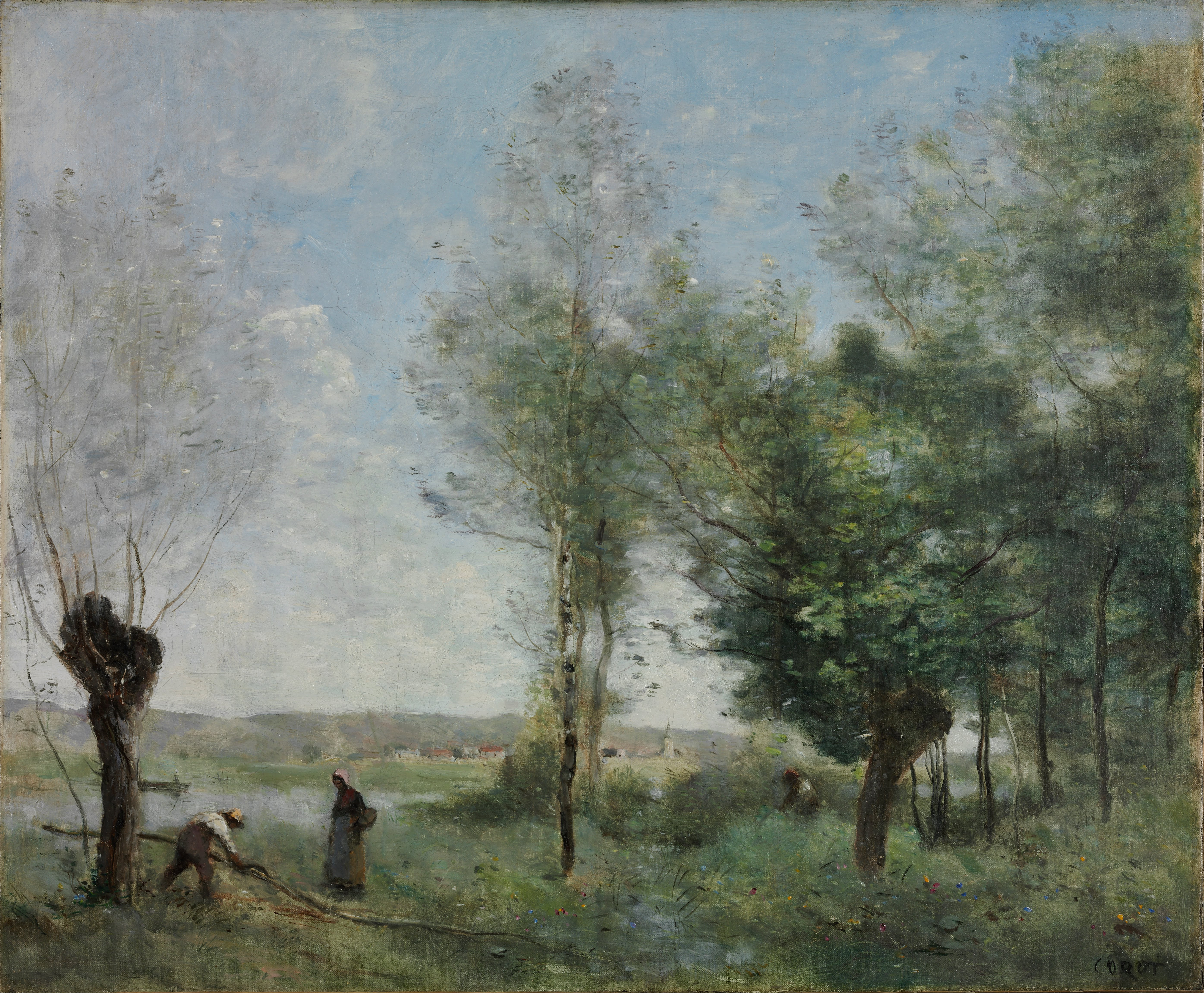
Jean-Baptiste Camille Corot: Erinnerung an Coubron, 1872

Coubron ist eine französische Stadt östlich von Paris, circa 18 Kilometer vom Stadtzentrum entfernt. Sie gehört zum Département Seine-Saint-Denis und hat 5156 Einwohner (Stand 1. Januar 2022). Die Einwohner werden Coubronnais genannt.

## Verkehr
Coubron hat keinen Bahnanschluss. Der nächste Bahnhof ist Vert-Galant an der RER-Linie B in Villepinte. 

## Partnergemeinde
Partnergemeinde ist Berkheim im Landkreis Biberach in Baden-Württemberg.